# Долгашёв, Константин Александрович
Константин Александрович Долгашёв (род. 1962) — советский и российский художник и педагог; кандидат педагогических наук (2005), профессор. Народный художник Чувашской Республики (2016). Заслуженный художник Российской Федерации (2023).

## Биография
Родился 25 сентября 1962 года в городе Бузулук Оренбургской области.
В 1980 году окончил Бузулукскую среднюю школу № 12. В течение 1979—1980 годов учился в изостудии Бузулука. С 1980 по 1981 год работал в вагонном депо станции Бузулук. С 1981 по 1983 год служил в рядах Советской армии.
В 1989 году окончил художественно-графический факультет Чувашского государственного педагогического института. По окончании вуза остался в нём работать: преподаватель, старший преподаватель (1989—2005), доцент (с 2005) кафедры живописи. В настоящее время — профессор. В 2005 году защитил кандидатскую диссертацию на тему «Становление и развитие художественно-профессионального образования в Чувашии: Вторая половина XIX − конец XX в.».
Член Союза художников России с 1993 года. Автор портретов, пейзажей, тематических натюрмортов и сюжетных композиций. Лауреат многих конкурсов и дипломант ряда выставок. Долгашёв — участник всероссийских, региональных и республиканских выставок. Провёл более 15 персональных выставок в Бузулуке, Чебоксарах, Москве. Осенью 2018 года прошла очередная персональная выставка художника «Краски моей души».
Произведения К. А. Долгашёва находятся в музеях и частных собраниях России, Америки, Франции, Швейцарии, Финляндии, Польши, Англии, Швеции, Германии, Италии.

## Участие в сообществах
Член-корреспондент Международной академии культуры и искусства

## Заслуги
- Заслуженный художник Чувашской Республики (2005)
- Народный художник Чувашской Республики (2016)
- Лауреат Государственной премии Чувашской Республики в области литературы и искусства (2020)
- Заслуженный художник Российской Федерации (12 апреля 2023 года) — за вклад в развитие отечественной культуры и искусства, многолетнюю плодотворную деятельность[6]
- Серебряная медаль Российской Академии художеств
- Благодарность Президента Российской Федерации